# New Rave
New Rave (občas označován jako Nu Rave) je hudební styl, který vznikl v Anglii na sklonku 20. století.
New Rave v sobě nese prvky elektronické hudby, rocku, new wave, disca, indie rocku, ale i techna a hip-house. Jeho nadmnožinou je žánr Dance-punk.
K hudbě neodmyslitelně patří i styl oblékání (bláznivé kombinace fluorescenčních barev) a efekty (ligsticky a neonové osvětlení). 
Za průkopníky tohoto žánru jsou považovány kapely Klaxons, New Young Pony Club a SHITDISCO. Především o Klaxons se mluví jako o zakladatelích, ti to však s úsměvem popírají a tvrdí, že se jednalo o vtip, který se tak trochu vymkl kontrole.

## Seznam kapel zastupujících žánr
- Klaxons
- New Young Pony Club
- SHITDISCO
- Cansei de Ser Sexy
- Hot Chip
- Hadouken!
- Justice
- LCD Soundsystem
- Digitalism
- Datarock
- Dj SiSeN
- Crystal Castles
- SebastiAn